# Diadelia ligneoides
Diadelia ligneoides là một loài bọ cánh cứng trong họ Cerambycidae.